# Itajuípe
Itajuípe é um município brasileiro do estado da Bahia, Região Nordeste do país. Localiza-se na Região Cacaueira do estado e pertence a Região Geográfica Imediata de Ilhéus-Itabuna.

## Toponímia
Itajuípe é vocábulo indígena que significa "caminho de águas entre pedras e espinhos". Do tupi ita = pedra; yu = espinho; y = rio, água; pe = caminho.
Segundo informações de antigos moradores, havia na região, ao longo do rio, muitas pedras e entre elas arbustos espinhosos chamados de ‘unha de gato’, dando o nome de Itajuípe, referindo-se ao caminho de saída da cidade pelo Rio Almada.

## História
O município de Itajuípe tem sua origem no século XIX, na região de Sequeiro do Espinho que pertencia a Ilhéus. Há registros que antes da chegada dos exploradores em 1892, quando começou o povoamento, a região era habitada por indígenas descendentes dos Tapuias. Antônio José de Oliveira, Pedro Portela e os irmãos Joaquim e Miguel Pinheiro são apontados como os responsáveis pelo desmatamento e início da plantação das lavouras de cacau, que fundamentaram o desenvolvimento econômico do município. Em 1918 o povoado Sequeiro do Espinho passou a ser chamado de Pirangi. Ainda vinculada a Ilhéus, em 1930 foi instalada uma subprefeitura em Pirangi e 13 anos mais tarde o nome foi substituído para Itajuípe. A emancipação político-administrativa ocorreu no dia 12 de dezembro de 1952, tornando então Itajuípe. O munícipio era a junção de três distritos de Ilhéus: Itajuípe, Bandeira do Almada e Barro Preto, mas em 1962 foi desmembrado para formar a cidade de Barro Preto.

## Geografia
Itajuípe é um município da Mesorregião do Centro-Sul Baiano. Faz divisa com os seguintes municípios: Itabuna, Barro Preto, Ilhéus, Coaraci e Uruçuca.
No ano de 2021 a população foi estimada em 20 309 habitantes.
A principal rodovia de acesso é a BR 101. As viações Rota, Cidade Sol e Águia Branca ligam Itajuípe a Coaraci, Almadina, Itapitanga, Uruçuca, Itabuna, Ilhéus, Barro Preto, Ubaitaba, Aurelino Leal, Ibirapitanga, Maraú, Ibirataia, Ipiaú, Ubatã, Jequié, Gandu, Salvador, Feira de Santana etc.
O município é banhado pelo Rio Almada que, junto com os municípios de Ilhéus, Coaraci, Almadina, Ibicaraí, Itabuna, Barro Preto, Uruçuca, faz parte da bacia hidrográfica do Rio Almada, um dos principais sistemas naturais da Região Cacaueira. A bacia apresenta conflitos ambientais, pois suas condições naturais estão sendo alteradas pela falta de saneamento básico nas cidades ao redor, pela ocupação desordenada do solo e das indústrias que se instalaram na região como opção econômica diante da crise da lavoura cacaueira. O relevo do município predominam os morros e serras com amplitudes que variam de 200 a 600 m e topos que alcançam altitudes de até 1.040 m.
O Bioma de Itajuípe é a Mata Atlântica, um dos biomas com maior diversidade do planeta. Sua formação florestal é caracterizada por árvores de médio a grande porte, além de apresentar uma fauna rica e diversa. Atualmente restam cerca de 7% das florestas originais de Mata Atlântica, devido a esse dado alarmante e sua grande biodiversidade, o bioma é considerado hotspots mundial. Ainda que a Mata Atlântica esteja ameaçada, no Sul da Bahia existe uma significativa preservação de árvores nativas por efeito do sistema tradicional de plantio de cacau sob a sombra da floresta raleada.
O clima da região se caracteriza por ter uma média anual de temperatura superior a 18°C e grande pluviosidade ao longo do ano, chamado Clima Tropical úmido. Mesmo o mês mais seco, que é agosto, possui alta pluviosidade, tendo em média 63mm de precipitação. O mês mais quente é março, com uma média de 24,9 °C. Ao todo, a média anual de pluviosidade da cidade é 1156mm e de temperatura é 23,2 °C.

## Economia
O setor agrícola por muitos anos foi a principal fonte de renda da população local e até hoje o cacau é um símbolo da região, mas atualmente outras atividades econômicas tem ganhado destaque, como o comércio e a indústria. Dentre as indústrias destaca-se a fábrica Cambuci, uma multinacional brasileira de artigos esportivos.